# Branislav Gröhling
Branislav Gröhling (* 6. dubna 1974 Partizánske) je slovenský liberální politik a podnikatel v oblasti vizáže, poslanec Národní rady Slovenské republiky zvolený v parlamentních volbách v roce 2023 jako člen politické strany Sloboda a Solidarita, a bývalý ministr školství, vědy, výzkumu a sportu Slovenské republiky nejdříve ve vládě Igora Matoviče a poté ve vládě Eduarda Hegera. Od roku 2024 je předsedou strany Sloboda a Solidarita.

## Život
V letech 1988–1992 absolvoval studium v oboru Navrhování a výroba obuvi a galanterního zboží na Střední průmyslové škole obuvnické v Partizánskem a v letech 2004–2009 vystudoval právo na Bratislavské vysoké škole. Jeho diplomová práce čelí podezření z plagiátorství.
Od 1. července 1997 do 9. března 2007 podnikal v rámci živnostenského oprávnění v oblasti vizáže, maskérství a jiných. Od 29. září 1999 je společníkem společnosti PDMG s.r.o. (V období od 10. ledna 2001 do 4. dubna 2016 byl také její jednatelem), která provozuje síť kadeřnických salonů značky Pierot v Bratislavě. V současnosti (od 3. února 2006) je spolu s jednatelkou společnosti Simonou Hlavenkovou vlastníkem 50-procentního podílu základního kapitálu společnosti. Od 27. srpna 2005 je jediným společníkem společnosti BG&BG s.r.o. (Do 4. dubna 2016 byl zároveň jejím jednatelem), která je od 21. srpna 2018 v likvidaci. Od 9. srpna 2013 do 13. listopadu 2015 působil jako jednatel společnosti Skalna s.r.o.
Ve volbách do NR SR v roce 2016 kandidoval jako člen politické strany Sloboda a Solidarita a do NR SR byl zvolen se ziskem 7 242 preferenčních hlasů (18. výsledné místo na kandidátní listině SaS). V parlamentu působí jako místopředseda mandátového a imunitního výboru NR SR a ověřovatel Výboru NR SR pro vzdělávání, vědu, mládež a sport.
Ve své aktivistické a publicistické činnosti se věnuje oblasti školství, zejména středním odborným školám. Byl členem přípravného výboru a do roku 2017 statutárním zástupcem občanského sdružení Podporme remeslá, v rámci něhož od roku 2006 organizoval projekt odborného vzdělávání Education. Projekt byl původně zaměřen na kadeřnické povolání, později se ale rozšířil i o profese kuchař, cukrář, barista a jiných, a probíhá ve formě jednodenních motivačních setkání profesionálů se žáky na školách. Gröhling v rámci stranických struktur strany Sloboda a Solidarita působil jako team leader pro školství.

### Ministr školství, vědy, výzkumu a sportu
Po volbách do Národní rady Slovenské republiky 2020 byl 21. března 2020 jmenován ministrem školství, vědy, výzkumu a sportu Slovenské republiky ve vládě Igora Matoviče. Rezignaci na ministerskou funkci oznámil 24. března 2021, o den později prezidentka Zuzana Čaputová demisi přijala.
Dne 1. dubna 2021 byl prezidentkou Čaputovou znovu jmenován ministrem školství, vědy, výzkumu a sportu.
Dne 5. září 2022 podal demisi. Ve funkci zůstal do odvolání prezidentkou Zuzanou Čaputovou.

### Po odchodu z úřadu
16. března 2024 se stal předsedou strany Sloboda a Solidarita.